# Oliver Holtemöller
Oliver Holtemöller (* 27. Juni 1971 in Lich) ist ein deutscher Wirtschaftswissenschaftler. Er ist Professor für Volkswirtschaftslehre (Makroökonomik) an der Martin-Luther-Universität Halle-Wittenberg und Leiter der Abteilung Makroökonomik am Leibniz-Institut für Wirtschaftsforschung Halle.

## Leben
Holtemöller studierte von 1993 bis 1998 Volkswirtschaftslehre, Angewandte Mathematik und Praktische Informatik an der Justus-Liebig-Universität Gießen. Mit einem Stipendium der Deutschen Forschungsgemeinschaft absolvierte er das Graduiertenkolleg „Angewandte Mikroökonomik“ an der Freien Universität Berlin und der Humboldt-Universität Berlin. An der FU Berlin wurde er 2001 zum Dr. rer. pol. von Jürgen Wolters promoviert und war anschließend Mitarbeiter im Sonderforschungsbereich 373 „Quantifizierung und Simulation Ökonomischer Prozesse“ im Teilprojekt „Stabilität der Geldnachfrage“ an der Humboldt-Universität. 2003 erhielt er eine Junior-Professur für Allgemeine Volkswirtschaftslehre an der RWTH Aachen und war Dozent an der Verwaltungs- und Wirtschaftsakademie Aachen. Von 2004 bis 2007 war er neben anderen Drittmittelprojekten Koordinator des DFG-geförderten Netzwerkes „Quantitative Makroökonomik“. Im August 2009 nahm er den Ruf auf den Lehrstuhl für Volkswirtschaftslehre (Makroökonomik) an der Universität Halle an und übernahm die Leitung der Abteilung Makroökonomik am Leibniz-Institut für Wirtschaftsforschung Halle. In dieser Funktion zeichnet er an dem sogenannten Herbst- und Frühjahrsgutachten (Gemeinschaftsdiagnose) für die deutsche Bundesregierung mitverantwortlich.
Oliver Holtemöller absolvierte zahlreiche Gastaufenthalte, darunter an der University of Aberdeen Business School, der Europäischen Zentralbank und der Queen Mary University London. Seine Publikations- und Forschungstätigkeit erstreckt sich insbesondere auf die Quantitative Makroökonomik, Konjunkturzyklen, Angewandte Ökonometrie, Zeitreihenanalyse, Geldtheorie und Geldpolitik.
2016 wurde er in der F.A.Z.-Rangliste der einflussreichsten Ökonomen in Deutschland auf Platz 50 geführt, 2017 auf Platz 101.
Seit 1993 ist er Mitglied im Gießener Wingolf und war von 1995 bis 1997 Schriftwart des Wingolfsbundes; seit 2016 gehört er auch dem Hallenser Wingolf an. Holtemöller ist verheiratet und hat zwei Kinder.

## Ökonomische Standpunkte
Holtemöller lehnt eine mögliche Abschaffung von Bargeld ab.

## Publikationen
- Geldtheorie und Geldpolitik. Mohr Siebeck, Tübingen 2008, ISBN 978-3-16-148525-1